# Bobby Morrow
Robert Joe (Bobby) Morrow (Harlingen (Texas), 15 oktober 1935 – San Benito (Texas), 30 mei 2020) was een Amerikaanse atleet, die op de Olympische Spelen van 1956 drie gouden medailles veroverde.

## Biografie
Morrow speelde aanvankelijk American Football in de periode dat hij op de San Benito High School zat. Hij werd pas een rasecht sprinter, toen hij ging studeren aan het Abilene Christian College en zijn coach hem vroeg over te stappen naar de atletiek.
In 1956 nam Bobby Joe Morrow deel aan de Olympische Spelen in Melbourne. Aanvankelijk zag het er echter helemaal niet naar uit dat hij daar zou kunnen starten. In september voorafgaand aan de Spelen liep Morrow als gevolg van een voedselvergiftiging een zware buikgriep op. Dat duurde ongeveer een maand, waarin hij zeven kilo afviel. Toen hij in oktober aan de preolympische wedstrijden in de Verenigde Staten moest deelnemen, kwam hij langzaamaan weer op gewicht, maar hij bleef ongerust. In Melbourne, waar hij zou uitkomen op de 100, de 200 en de 4 x 100 m estafette, geloofde hij een week voor de series nog totaal niet aan een mogelijke overwinning. Hij was bang nog onvoldoende wedstrijdritme te hebben. Maar na zijn eerste seriewedstrijd was hij gerustgesteld. 'Ik voelde dat ik eindelijk bijna weer in mijn beste vorm was.' Uiteindelijk wist Morrow op alle drie de nummers de gouden medaille te veroveren, waarbij zijn 200 metertijd van 20,6 s (vergelijkbaar met een elektronische tijd van 20,75) een wereldrecord betekende. Door het blad Sports Illustrated werd hij vanwege zijn olympische successen uitgeroepen tot sportman van het jaar 1956.
Na een succesvolle carrière zette Bobby Joe Morrow een punt achter zijn atletiekcarrière in 1958. In 1960 maakte hij een comeback en probeerde zich te kwalificeren voor de Olympische Spelen. Op de Amerikaanse Olympische Trials werd hij op de 200 m echter vierde, waardoor dit plan mislukte.
Na zijn sportpensioen in 1958 werd Morrow landbouwer.

## Titels
- Olympisch kampioen 100 m - 1956
- Olympisch kampioen 200 m - 1956
- Olympisch kampioen 4 x 100 m - 1956
- Amerikaans kampioen 100 yd - 1955, 1958
- Amerikaans kampioen 100 m - 1956
- Amerikaans kampioen 220 yd - 1958
- NCAA-kampioen 100 m - 1956, 1957
- NCAA kampioen 200 m - 1956, 1957

## Palmares

### 100 m
- 1956:  OS - 10,5 s

### 200 m
- 1956:  OS - 20,6 s (WR)

### 4 x 100 m estafette
- 1956:  OS - 39,5 s (WR)

## Onderscheidingen
- Sports Illustrated sporter van het jaar - 1956
- James E. Sullivan Award - 1957

1896: Thomas Burke ·
1900: Francis Jarvis ·
1904: Archie Hahn ·
1908: Reggie Walker ·
1912: Ralph Craig ·
1920: Charley Paddock ·
1924: Harold Abrahams ·
1928: Percy Williams ·
1932: Eddie Tolan ·
1936: Jesse Owens ·
1948: Harrison Dillard ·
1952: Lindy Remigino ·
1956: Bobby Morrow ·
1960: Armin Hary ·
1964: Bob Hayes ·
1968: Jim Hines ·
1972: Valeri Borzov ·
1976: Hasely Crawford ·
1980: Allan Wells ·
1984: Carl Lewis ·
1988: Carl Lewis ·
1992: Linford Christie ·
1996: Donovan Bailey ·
2000: Maurice Green ·
2004: Justin Gatlin ·
2008: Usain Bolt ·
2012: Usain Bolt ·
2016: Usain Bolt ·
2020: Marcell Jacobs ·
2024: Noah Lyles
1900: John Tewksbury ·
1904: Archie Hahn ·
1908: Bobby Kerr ·
1912: Ralph Craig ·
1920: Allen Woodring ·
1924: Jackson Scholz ·
1928: Percy Williams ·
1932: Eddie Tolan ·
1936: Jesse Owens ·
1948: Mel Patton ·
1952: Andy Stanfield ·
1956: Bobby Morrow ·
1960: Livio Berruti ·
1964: Henry Carr ·
1968: Tommie Smith ·
1972: Valeri Borzov ·
1976: Don Quarrie ·
1980: Pietro Mennea ·
1984: Carl Lewis ·
1988: Joe DeLoach ·
1992: Mike Marsh ·
1996: Michael Johnson ·
2000: Konstantinos Kenteris ·
2004: Shawn Crawford ·
2008: Usain Bolt ·
2012: Usain Bolt ·
2016: Usain Bolt ·
2020: Andre De Grasse ·
2024: Letsile Tebogo
1912: Jacobs, Macintosh, d'Arcy, Applegarth ·
1920: Paddock, Scholz, Murchison, Kirksey ·
1924: Clarke, Hussey, Leconey, Murchison ·
1928: Wykoff, Quinn, Borah, Russell ·
1932: Kiesel, Toppino, Dyer, Wykoff ·
1936: Owens, Metcalfe, Draper, Wykoff ·
1948: Ewell, Wright, Dillard, Patton ·
1952: Smith, Dillard, Remigino, Stanfield ·
1956: Murchison, King, Baker, Morrow ·
1960: Cullmann, Hary, Mahlendorf, Lauer ·
1964: Drayton, Ashworth, Stebbins, Hayes ·
1968: Greene, Pender, Smith, Hines ·
1972: Black, Taylor, Tinker, Hart ·
1976: Glance, Jones, Hampton, Riddick ·
1980: Moeravjov, Sidorov, Prokofjev, Aksinin ·
1984: Graddy, Brown, Smith, Lewis ·
1988: Bryzgin, Krylov, Moeravjov, Savin ·
1992: Marsh, Burrell, Mitchell, Lewis ·
1996: Esmie, Gilbert, Surin, Bailey ·
2000: Drummond, Williams, Lewis, Greene ·
2004: Gardener, Campbell, Devonish, Lewis-Francis ·
2008: Bledman, Burns, Callender, Thompson ·
2012: Carter, Frater, Blake, Bolt ·
2016: Powell, Blake, Ashmeade, Bolt ·
2020: Desalu, Jacobs, Patta, Tortu ·
2024: Brown, Blake, Rodney, De Grasse